# 다올소리
다올소리는 대한민국의 국악 그룹이다. 2013년부터 활동하고 있다.

## 음반
- 2014 국악창작곡 개발 - 제9회 21c 한국 음악프로젝트 (2014)
- 음악으로 그리는 제주 (2018)
- 다올소리 동부민요 (2019 국악방송 새음원 시리즈) (2019)

## 수상
- 제8회 21C 한국음악프로젝트 동상 (2014)